# Приули, Антонио
Антонио Приули (итал. Antonio Priuli; 10 мая 1548 — 12 августа 1623, Венеция, Венецианская республика) — 94-й дож Венеции (с 1618 года до смерти).

## Биография

### Ранняя жизнь
Антонио с юности посвятил себя военной службе, служил на флоте, при этом был очень религиозен. Он женился на Елене Барбариго, которая родила ему 14 детей (в том числе Маттео, будущего кардинала католической церкви), содержание которых привело к образованию обременительных долгов у семейства Приули. В 1614 году он был назначен мэром Азолы. Во время войны с ускоками Приули был комиссаром арсенала Республики. В итоге к моменту смерти Николо Донато Приули столь хорошо себя зарекомендовал на государственной службе, что был главным кандидатом на пост дожа.

### Дож
17 мая 1618 года, всего через несколько дней после смерти Донато, Приули был единогласно избран дожем. Ситуация в стране была очень серьезной: испанцы-наемники во главе с послом маркизом Бедмаром (см. заговор Бедмара) высадились в Венеции, коррумпированные военные уже готовились осуществить переворот. Дож действовал решительно и арестовал и казнил (возможно, в некоторых случаях несправедливо) подозреваемых в заговоре солдат и матросов. Между 1618 и 1622 годами Венеция была охвачена «охотой на шпионов», что привело ко многим невинным жертвам.
Постановлением от 16 января 1623 года дож прекратил дальнейшие поиски участников заговора. На протяжении XVII века борьба Венеции с Испанией продолжалась, но протекала без серьезных вспышек. В это время Приули пытался успокоить нрав горожан организацией празднеств и раздачей государственных должностей, что пагубно сказывалось на состоянии казны. В феврале 1623 года, к удивлению многих, Венеция включилась в Тридцатилетнюю войну. Дож, уже больной, в это время не мог активно участвовать в управлении страной. 12 августа 1623 года он умер.